# Флаг Айовы
Флаг Айовы (англ. Flag of Iowa) — один из символов американского штата Айова. В основу флага положен флаг Франции, так как штат Айова был частью французского владения Луизиана в Новой Франции. Из-за более широкой средней полосы, флаг классифицируется как «Канадский столб».
Флаг штата Айова состоит из трёх вертикальных полос — синего, белого и красного цветов. На белой полосе изображён белоголовый орлан, держащий в клюве длинную ленту с девизом англ. Our liberties we prize and our rights we will maintain, взятым с государственной печати штата. Ниже помещено название штата «Iowa», выполненное засечным шрифтом красного цвета.
Флаг был принят в 1921 году, после предварительного одобрения Государственным советом обороны штата Айова в мае 1917 года. Он был разработан в 1917 году жительницей Ноксвилла Дикси Корнелл Гебхардт.